# Canthon fallax
Canthon fallax är en skalbaggsart som beskrevs av Edgar von Harold 1868. Canthon fallax ingår i släktet Canthon och familjen bladhorningar. Inga underarter finns listade.